# Francine Mussey
Francine Mussey, née Marcelle Fromholt le 6 octobre 1897 à Paris XVIIIe et morte le 26 mars 1933 à Paris XVe, est une actrice française.

## Biographie
Actrice ayant connu le succès au temps du cinéma muet, Francine Mussey épouse Jean-Pierre Stock, un des as de l'aviron. Elle s'est suicidée à 35 ans. Dans son numéro du mois d'avril 1933, Cinémagazine écrit : « La perte de son enfant, il y a un peu plus d'un an, et le découragement de cette lutte continuelle qu'est le cinéma l'ont amenée à cette fatale résolution ».

## Filmographie
- 1920 : L'Épave de Lucien Lehmann - 1 240 m - Thérèse Freulich
- 1920 : La Fille du vent de Louis de Carbonnat
- 1921 : Un drame sous Napoléon de Gérard Bourgeois 2 000 m, film tourné en deux époques - Eugénie de Choiseul
- 1922 : Une dette de sang de Gérard Bourgeois - 3,200 m, film tourné en deux époques - Denise de Noirmont
- 1922 : La Maison du mystère de Alexandre Volkoff - 9 630 m, film tourné en 10 épisodes - Christiane
- 1923 : La Gosseline de Louis Feuillade - 1 376 m - Hermance
- 1923 : Le Traquenard de Louis de Carbonnat - 1,472 m - Dolly
- 1923 : Lucros...ilicimos de Georges Pallu - Régina
- 1924 : Le Chiffonnier de Paris de Serge Nadejdine - 2 400 m - Claire Hoffmann
- 1924 : L'Enfant des halles de René Leprince - 7 900 m, tourné en 8 épisodes - Renée
- 1924 : Mademoiselle Cendrillon ou Claudia de Georges Pallu - Sylvette Bernard
- 1924 : Mon oncle de Maurice Mariaud - 1 650 m - Hélène de Champleux
- 1924 : Le Stigmate de Louis Feuillade et Maurice Champreux - tourné en 6 épisodes - Marion
- 1925 : Der mann im sattel de Manfred Noa
- 1925 : Napoléon vu par Abel Gance de Abel Gance - Lucile Desmoulins
- 1926 : Âme de femme / Leurs destinées de Gennaro Dini - 1 700 m - Floria
- 1926 : Le Berceau de Dieu ou Les Ombres du passé de Fred LeRoy Granville - Ève
- 1926 : Lady Harrington de Fred LeRoy Granville et Grantham Hayes - tourné en 6 épisodes - Catherine Bréhaud
- 1927 : Die frau die nicht nein sagen kann de Fred Sauer
- 1927 : Le Bonheur du jour de Gaston Ravel - Germaine d'Aguzon
- 1928 : Casaque blanche...toque noire de Giuseppe Guarino
- 1930 : La Ronde des heures de Alexandre Ryder - Yvette
- 1932 : L'Âne de Buridan de Alexandre Ryder - Odette
- 1932 : La foule hurle de Howard Hawks et Jean Daumery - Lee Merrick